# Cerithiopsis bakeri
Cerithiopsis bakeri är en snäckart som beskrevs av Bartsch 1917. Cerithiopsis bakeri ingår i släktet Cerithiopsis och familjen Cerithiopsidae. Inga underarter finns listade i Catalogue of Life.